# Музеји Београда
Интересовање за предмете музејског карактера у Србији започело је у првој половини XIX века за владавине кнеза Милоша Обреновића. За прве податке о споменицима културе, велика заслуга припада Вуку Стефановићу Караџићу, који је 1821. године послао Јернеју Копитару препис једног римског споменика из Пожеге. Нешто касније 1826. објавио је у „Даници“ рад Почетак описанија српских манастира. Истовремено и Јоаким Вујић описује неке споменике културе.
На стварање првих музејских збирки утицао је став Милоша Обреновића, који је пратио све извештаје народних старешина у вези са проналажењем споменика културе и наређивао је да се, ако је било могуће, преносе у Крагујевац. Тако су поред образованих људи и људи из народа почели да се интересују за предмете из прошлости.
Настанак и развој првих систематских збирки могу се пратити преко архивских података. Прве две збирке биле су минеролошка коју је 1837. кнезу поклонио немачки геолог барон Хердер и нумизматичка која је 1842. године откупљена од др. Ђорђа Мушицког, а садржала је новац са сремске територије. Сакупљањем систематских збирки створени су услови за отварње првог музеја.
Први музеј у Србији отворен је у Крагујевцу у којем је поред разних предмета 1837, била смештена и поменута минеролошка збирка. Новине србске пишу о Музеју лицеја у Београду 1841. и 1843, којем су касније прикључене збирке из крагујевачког музеја.
Музеј лицеја је истовремено био и библиотека, односно магацин старина, без јасне концепције. Први музејски инвентар написао је Јован Стерија Поповић у свом извештају о стању Србског народног музеума класификујући предмете у пет група: 1. Повеље и дипломе, 2. Књиге, 3. Печати, 4. Стари српски новци, 5. Бугарски новци.
Временом збирке првог Београдског музеја, данашњег Народног музеја су увећане толико да су поједине одвајане од матице и претваране у самосталне установе. Тако су настали Етнографски, Војни, а делимично и Вуков и Доситејев музеј. 
У формирању најстаријих београдских музеја учествовали су наши најбољи научници и књижевници: Јован Стерија Поповић, Јанко Шафарик, Стојан Новаковић, Ђуро Даничић, Сима Тројановић, Михајло Валтровић, Милоје Васић, Владимир Петковић и др. Иако је о музејским проблемима, о смештају збирки писано, а поједине збирке су излагане и у другим земљама и доносиле јавна признања нашој земљи, све до Другог светског рата музеји нису имали значај који им припада. Тек после ослобођења 1945. године, мењају своју оријентацију и од студијских збирки и депоа постају научне и културно-просветне установе, окренуте према јавности. Музеологија је постала предмет који се предаје на групи за Историју уметности Београдског универзитета.
У послератним године обнове и напретка земље основан број београдских музеја резличитих профила. При оснивању подједнако се поклања пажња историји и проучавању разних облсти уметничког деловања, поштовали су се историјски догађаји исто као и личности научника и уметника. Тако је створено више типова музеја. Према домену рада и материјала који прикупљају, обрађују и излажу, београдски музеји сврставају се шест група: 1. историјске, 2. уметничке, 3. природњачке, 4. специјалне, 5. техничке и 6. меморијалне музеје.